# Dietmar Staender
Dietmar Staender (* 5. Mai 1940 in Oschersleben (Bode)) ist ein deutscher Technologe und früherer Volkskammerabgeordneter der DDR für die Freie Deutsche Jugend (FDJ).

## Leben
Staender ist der Sohn eines Angestellten. Nach dem Besuch der Grundschule und der Mittelschule nahm er 1954 eine zweijährige Lehre zum Maschinenschlosser auf. Anschließend arbeitete er in diesem Beruf und nahm von 1961 bis 1964 ein Abendstudium an der Ingenieurschule Magdeburg wahr, das er als Meister der volkseigenen Industrie abschloss. Als Planungstechnologe war daraufhin Staender im VEB Pumpenfabrik Oschersleben tätig. 

## Politik
Staender trat 1956 in die FDJ ein und wurde Mitglied der Zentralen FDJ-Leitung des VEB Pumpenfabrik Oschersleben und Leiter des FDJ-Betriebskontrollpostenkollektivs. Seit 1963 war er Mitglied des Büros für Industrie und Bauwesen der FDJ-Kreisleitung Oschersleben.
In der Wahlperiode von 1963 bis 1967 war er Mitglied der FDJ-Fraktion in der Volkskammer der DDR, die unter Vorsitz von Helmut Müller stand.

## Auszeichnungen
- Jungaktivist
- Aktivist der sozialistischen Arbeit